# ダスキーティティ
ダスキーティティ (Plecturocebus moloch) は、哺乳綱霊長目サキ科Plecturocebus属に分類される霊長類。Plecturocebus属の模式種

南アメリカ中央部の熱帯林・川辺林に棲息。
長い毛で茶色が多く、色の濃淡がいろいろある。モコモコの体をしているウサギくらいの大きさであり、一夫一婦制をとるのが特徴である。シッポを絡ませ寄り添う姿がとても可愛らしい。
毛深い体に太い尾をもつが、尾に把握性はない。 ペア型の社会構造をもつ。 2頭のサルが尾をからみ合わせる行動がよくみられる。果実や葉、昆虫などを食べる。

## 分布
ブラジル（パラー州、マットグロッソ州）

## 形態
頭部から胴体にかけては淡黄色や灰色・暗褐色の体毛で被われる。耳から顎にかけては赤い。

## 分類
1990年にそれまでの本種の亜種を全て独立種に分割し、旧ティティ属Callicebus内ではブラウンティティC. brunneus・C. caligatus・ハイイロティティC. cinerascens・レッドティティC. cupreus・C. dubius・ホフマンティティC. hoffmannsi・マスクティティC. personatusらと共にmoloch groupを構成する説が提唱された。1999年のコインブラティティC. coimbraiの新種記載にあたり主に上記の分類を踏襲しつつもマスクティティの亜種を独立種とする説が提唱され、この分類では属内ではハイイロティティ・ブラウンティティ・ホフマンティティ（後に亜種を独立種とする説が提唱され細分化）らと共にmoloch groupを構成する説が提唱された。2016年には核DNAとミトコンドリアDNAの分子系統推定から、Callicebus属に5種のみを残し多くの種（6種は新属Cheracebusに分割）を本種を模式種とした新属Plecturocebus属へ分割する説が提唱された。

## 生態
低地にある熱帯雨林に生息する。ペアとその幼獣からなる群れを形成して生活する。

## 人間との関係
分類の変更などに伴い狭義の本種の分布域は今まで考えられていたより狭くなっているが、生息数の推移に関するデータもなく2021年の時点では種として絶滅のおそれは低いという扱いとなっている。森林伐採やダム・道路建設・鉱業での採掘などが原因の生息地の破壊による影響が懸念されている。1977年に霊長目単位で、ワシントン条約附属書IIに掲載されている。